# Propositura di Santa Croce
La propositura di Santa Croce il principale luogo di culto cattolico di Greve in Chianti, nella città metropolitana di Firenze, diocesi di Fiesole.

## Storia
Sul luogo di una piccola cappella la cui costruzione fu autorizzata dal vescovo di Fiesole Fuligno Carboni, la prepositura è stata ricostruita, in forme neorinascimentali, fra il 1833 e il 1835, su progetto di Luigi de Cambray-Digny che riflette il gusto del classicismo della Restaurazione.

## Descrizione
La chiesa si trova al culmine della piazza principale di Greve e consiste in un edificio a tre navate con soffitto a cassettoni e concluso con un'abside semicircolare.

### Esterno
La facciata è di forme neoclassiche e mostra un porticato a tre arcate sovrastato da un cornicione decorato con ghirlande. Questo fa da basamento al timpano che è decorato con un rosone e ai lati da due nicchie all'interno delle quali si trovano le statue di San Francesco e di San Giovanni Battista.
La torre campanaria in origine era più bassa ma venne rialzata di una cella nel 1913.

### Interno

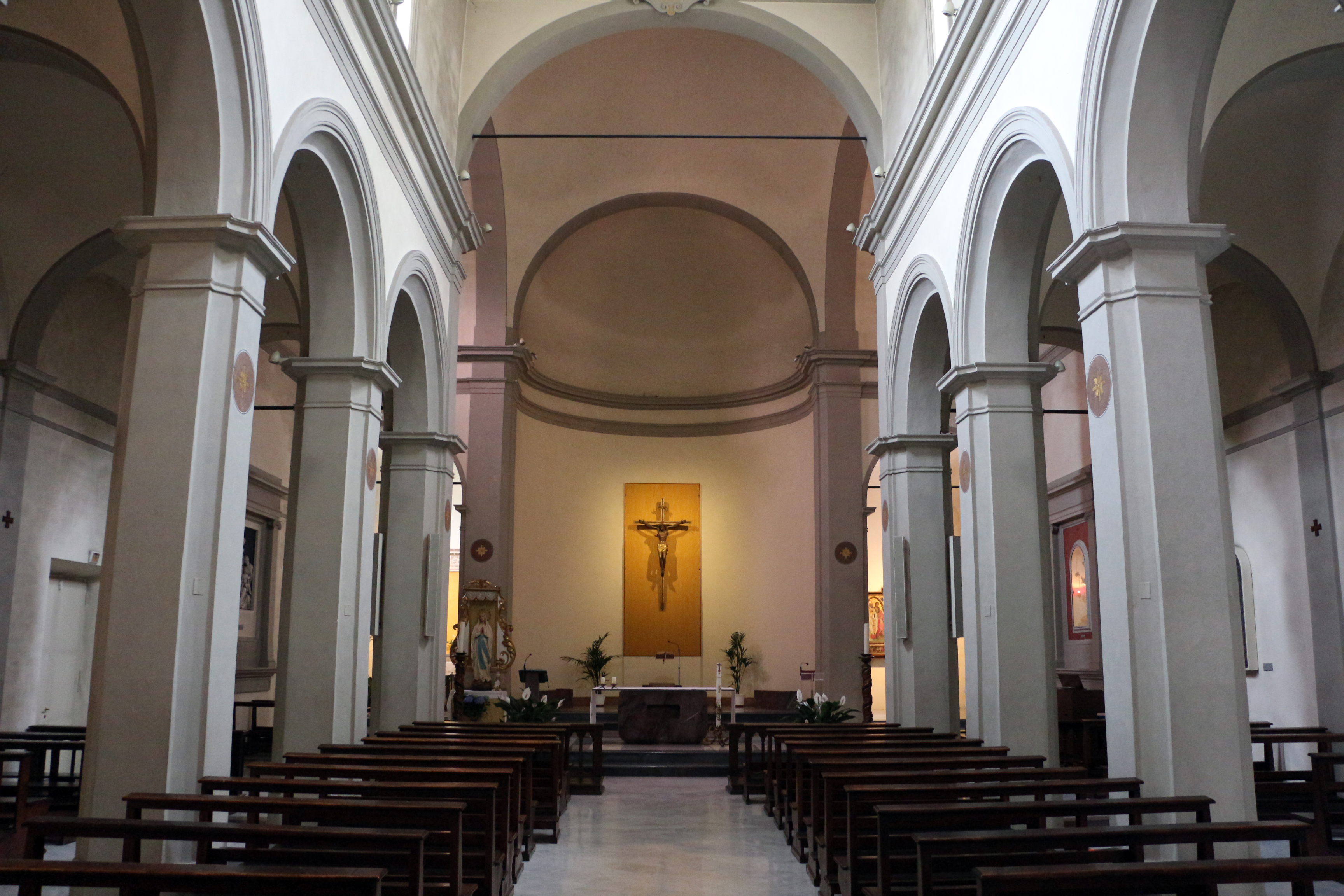
Interno

All'interno presenta delle forme ispirate all'architettura rinascimentale fiorentina, con pianta a croce latina ed aula suddivisa in tre navate da pilastri.
Nella parete destra, all'incirca a metà navata si trova un tabernacolo trecentesco decorato con un affresco riproducente la Madonna col Bambino attribuito al Maestro di Greve: tale affresco in origine si trovava inserito all'interno di un tabernacolo posto sotto le logge della piazza di Greve. Nella cappella alla destra dell'altare maggiore si trova il trittico raffigurante la Madonna e santi di Bicci di Lorenzo: tale dipinto proviene dalla chiesa di San Silvestro a Convertoie.
Nella cappella maggiore si trova un Crocifisso ligneo attribuito ad un anonimo scultore spagnolo dei primi del XV secolo: quest'opera in origine si trovava nella pieve di San Cresci a Montefioralle.
Nella cappella a sinistra dell'altare maggiore si trova il Ciborio in terracotta invetriata attribuito a Santi Buglioni. Lungo la parete di sinistra è collocata una piccola tavola del XIV secolo raffigurante l'Annunciazione attribuita a Giovanni dal Ponte. Agli altari della navata sinistra sono conservate due opere di notevole interesse: al primo altare si trova una riproduzione della Madonna del Conforto, una terracotta invetriata venerata ad Arezzo a partire dal 1796 e il cui culto si diffuse fin nella zona di Greve, mentre all'ultimo altare si trova un altorilievo in gesso smaltato raffigurante la Sacra Famiglia opera di Pio Fedi.

## Altre immagini

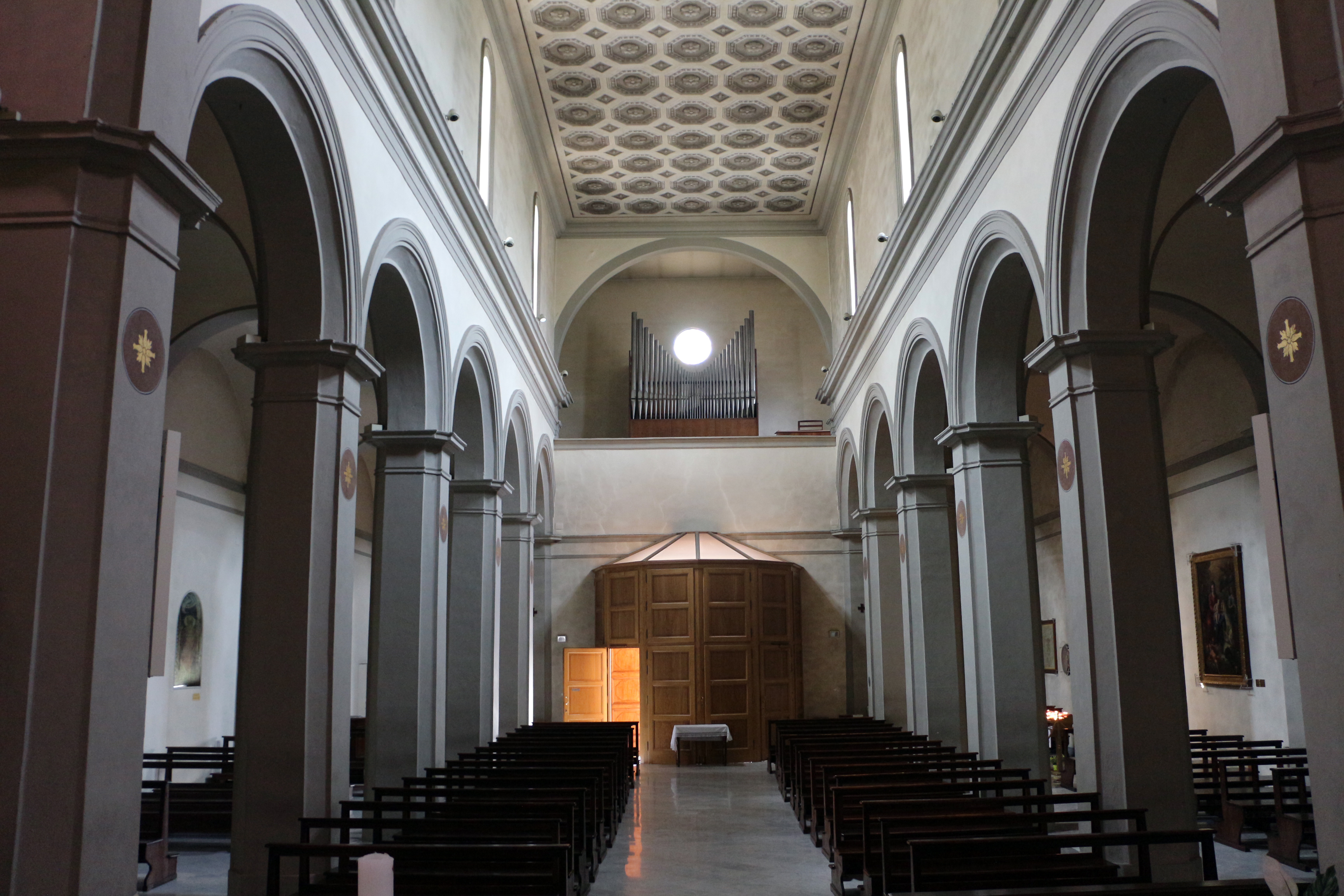
Interno verso la controfacciata
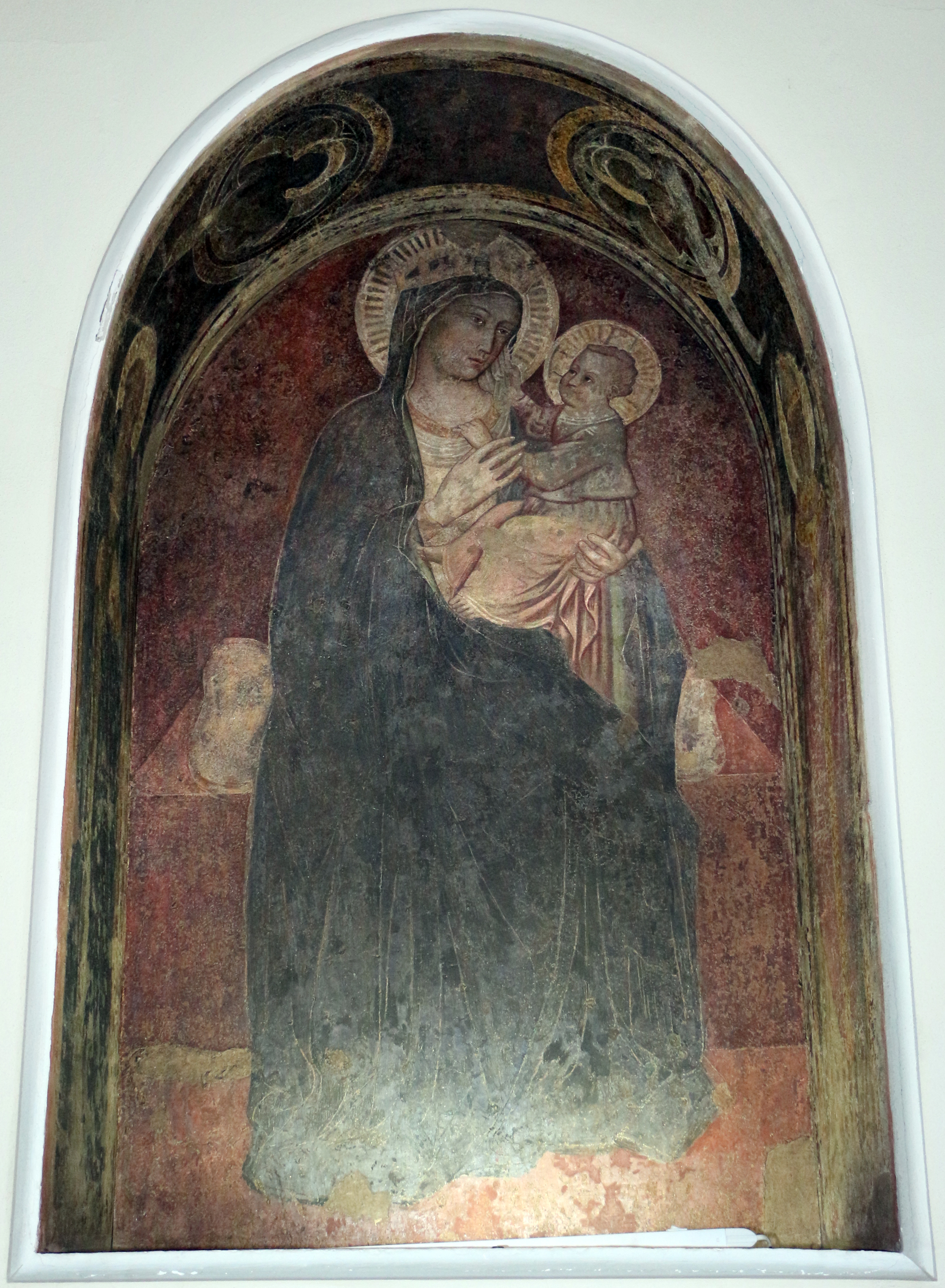
Madonna col Bambino (attr. Maestro di Greve)
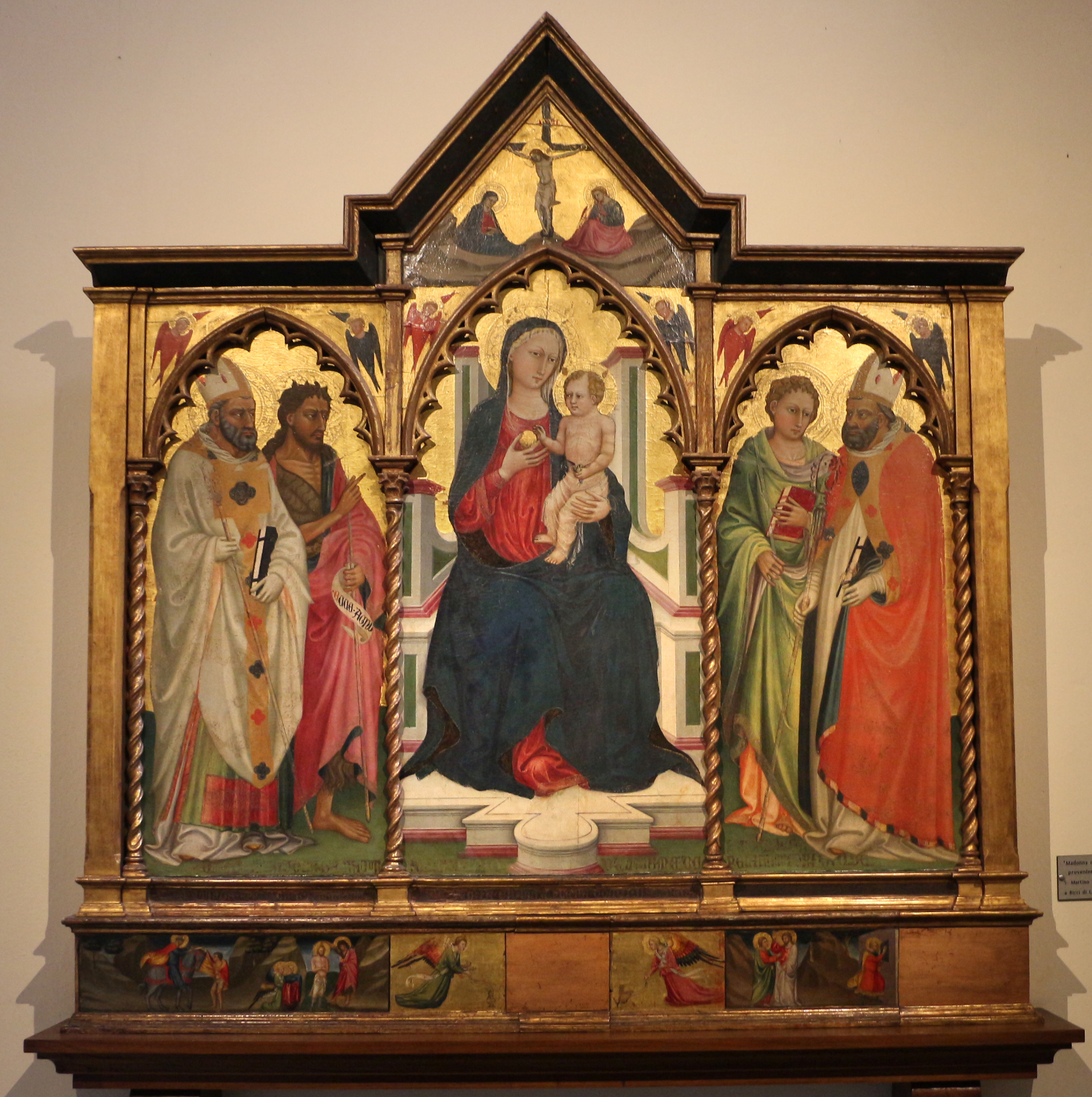
Madonna e Santi di Bicci di Lorenzo
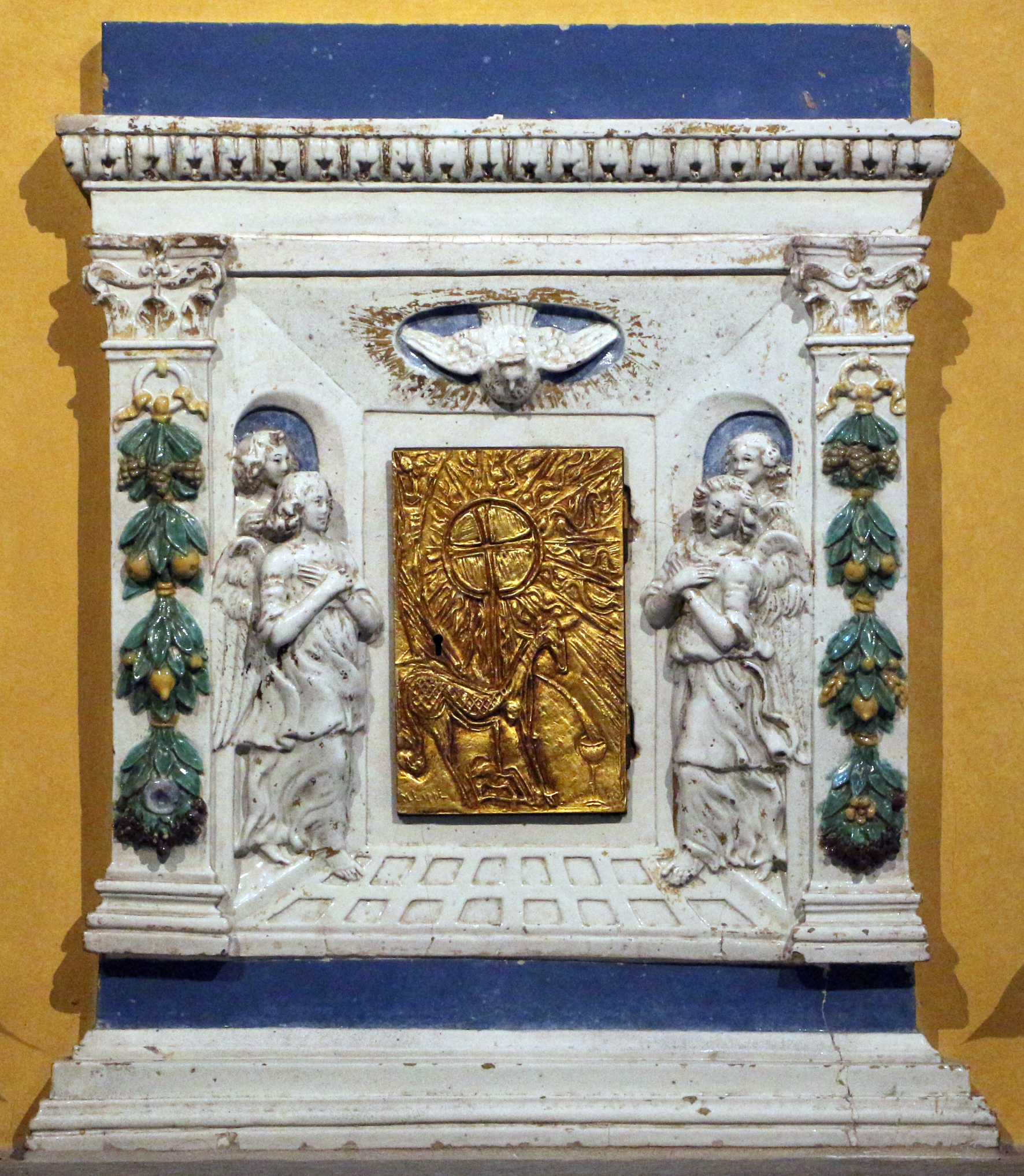
Ciborio di Santi Buglioni
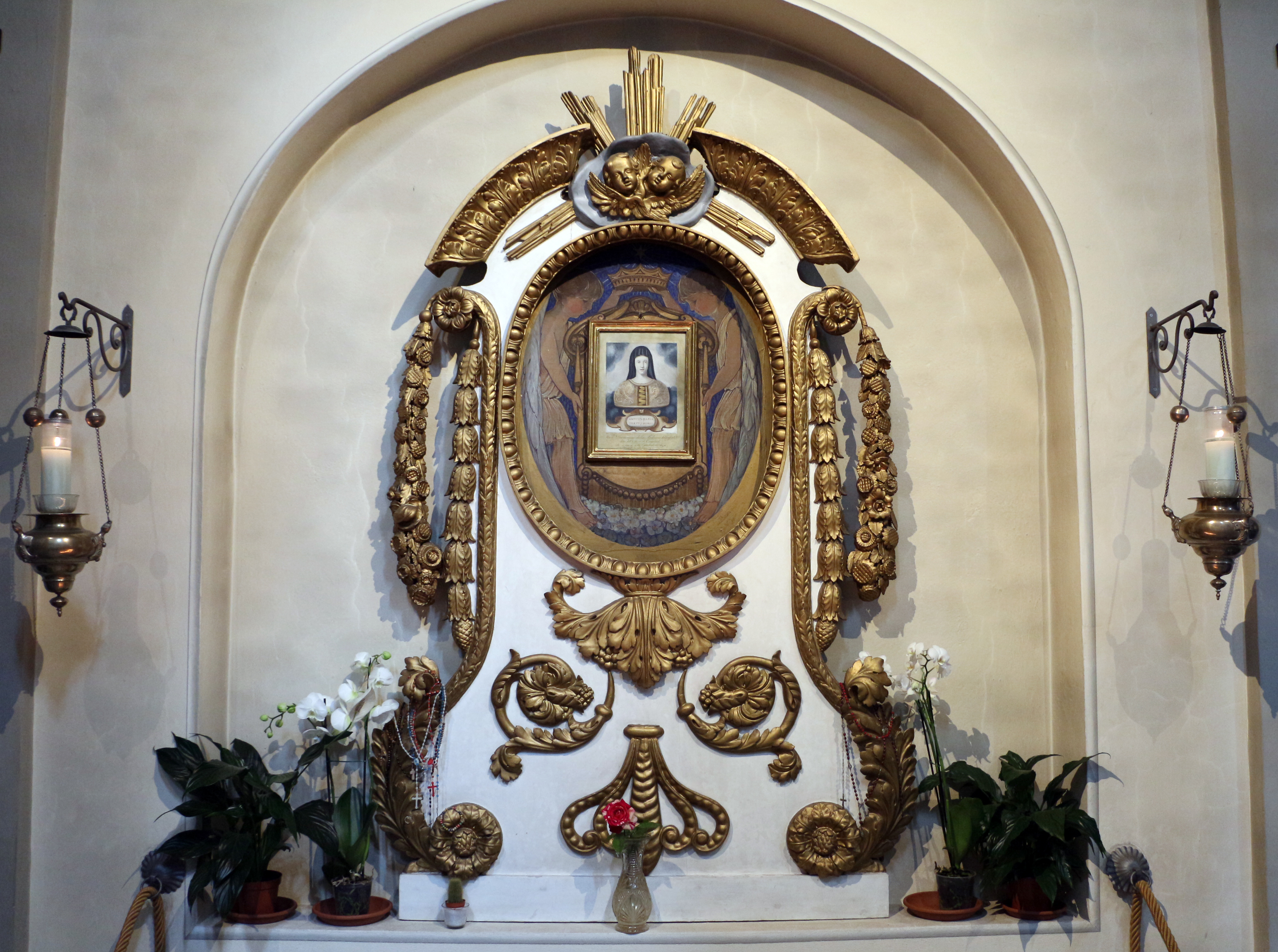
Madonna del Conforto
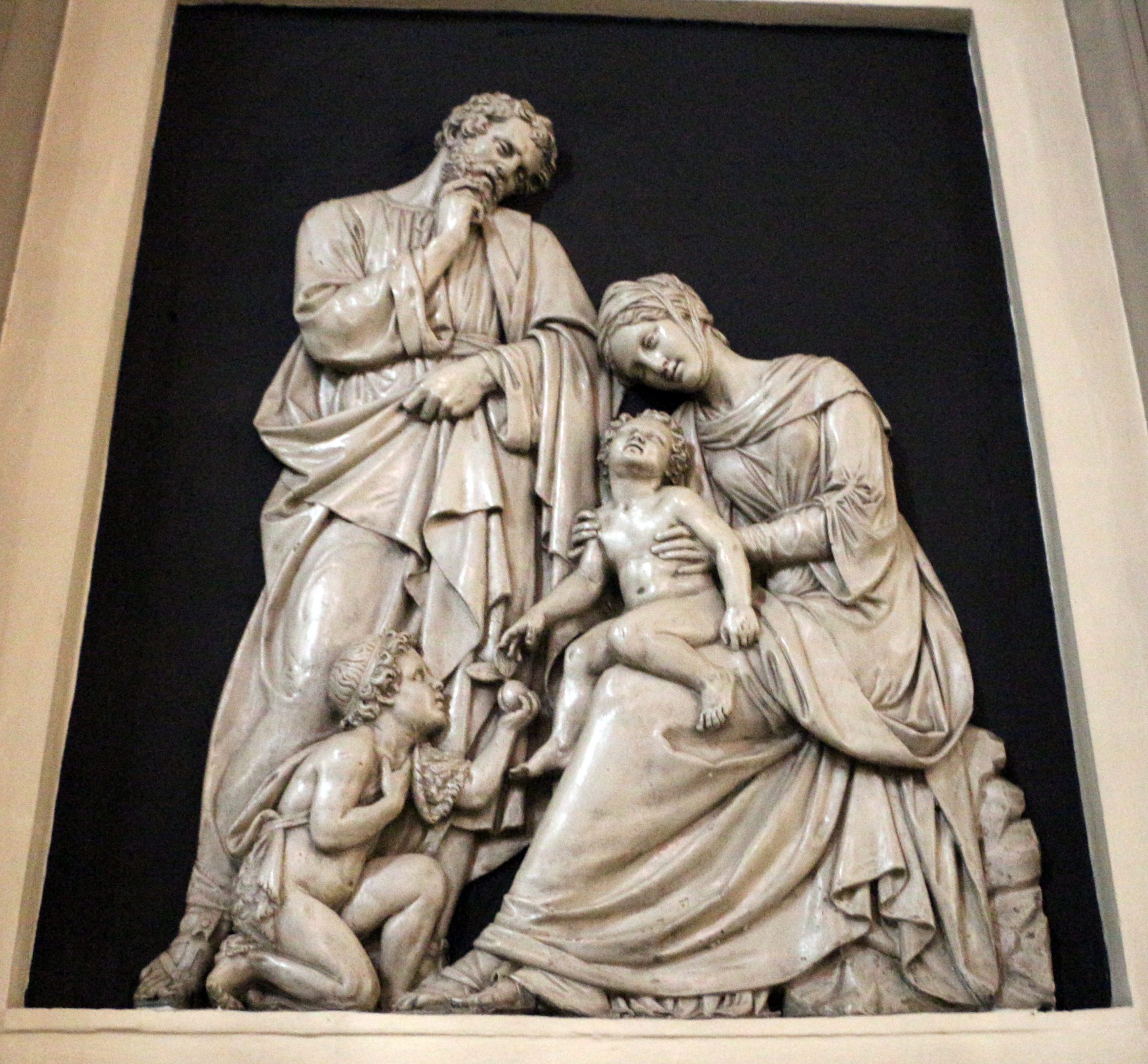
Sacra Famiglia di Pio Fedi